# La Rivière Loggie
La Rivière Loggie ist ein kurzer Fluss im Parish Saint Patrick von Dominica.

## Geographie
La Rivière Loggie entspringt an einem Südausläufer des Morne John aus demselben Grundwasserleiter wie der östlich benachbarte Louis River und verläuft steil und stetig nach Süden. Er verläuft durch das Gebiet von Ma Warner und mündet bei Loggie in den Pichelin River.